# Ku Cuo-lin
Ku Cuo-lin (čínsky pchin-jinem Gù Zuōlín, znaky zjednodušené 顾作霖, tradiční 顧作霖; leden 1908 – 28. května 1934) byl čínský komunistický revolucionář, ve druhé polovině 20. a začátkem 30. let působil ve vedení Komunistického svazu mládeže Číny v provinciích Ťiang-su, Šan-tung a Che-pej a pracoval v centrálních orgánech svazu. Od roku 1931 se jako člen ústředního byra ústředního výboru Komunistické strany Číny podílel na řízení centrální sovětské oblasti v Ťiang-si. Začátkem roku 1934 byl přijat do ústředního výboru a politbyra komunistické strany, ale už po několika měsících náhle onemocněl a zemřel.

## Život
Ku Cuo-lin se narodil v lednu 1908 v okrese Ťia-ting v provincii Ťiang-su (dnes součást Šanghaje) jako Ku Tung-žung (čínsky pchin-jinem Gù Dōngróng, znaky zjednodušené 顾冬荣, tradiční 顧冬榮). V létě 1922 byl Gu Zuolin přijat na střední školu Jihovýchodní univerzity v Nankingu. v srpnu 1925 byl přijat na univerzitu v Ťi-nanu, později přešel na Šanghajskou univerzitu, kde byl přijat na katedru sociologie a stal se členem Komunistického svazu mládeže Číny. Počátkem roku 1926 vstoupil do Komunistické strany Číny a později působil ve svazu mládeže jako tajemník šanghajských obvodních výborů v Chu-tungu a Pchu-tungu a vedoucí organizačního oddělení provinčního výboru v Ťiang-su.
V listopadu 1926 se stal členem vedení komunistických odborů v Ťiang-su a Če-ťiangu, v březnu následujícího roku se zúčastnil třetího ozbrojeného povstání šanghajských dělníků. Po Čankajškově převratu a následných masakrech komunistů přešel do ilegality a stal se tajemníkem provinčního výboru Komunistického svazu mládeže v Ťiang-su. V srpnu 1927 byl přeložen do provincie Šan-tung, kde převzal vedení tamního komunistického svazu mládeže, současně se stal členem šantungského provinčního výboru KS Číny.
V květnu 1928 byl zvolen členem stálého výboru šantungského provinčního výboru KS Číny a později i členem ústředního výboru Komunistického svazu mládeže Číny; v dubnu 1929 byl přeložen do Ťiang-su, opět na místo tajemníka provinčního výboru komunistického svazu mládeže a člena provinčního výboru KS Číny. Později vedl svaz mládeže v provincii Chu-pej, načež vedl organizační oddělení ústředního výboru svazu.
V lednu 1931 se mezi hosty zúčastnil zasedání ústředního výboru KS Číny, v březnu 1931 byl se Žen Pi-š’im a Wang Ťia-siangem vyslán jako představitel ústředního výboru KS Číny do centrální sovětské oblasti, kde trojice převzala celkové vedení strany a celé oblasti. Ku Cuo-lin se stal členem ústředního byra ÚV KS Číny (nejvyššího stranického orgánu v oblasti se sídlem v Žuej-ťinu), tajemníkem ústředního výboru Komunistického svazu mládeže a tajemníkem ústředního byra svazu mládeže v sovětské oblasti. Na konferenci v Ning-tu v říjnu 1932 spolu s většinou členů byra kritizoval Mao Ce-tunga. v dubnu 1933 byl jmenován tajemníkem provinčního výboru KS Číny ve Fu-ťienu a regionu Kan (jih Ťing-si).
V lednu 1934 byl na zasedání ústředního výboru KS Číny zvolen jeho členem a i členem politbyra a vzápětí na druhém celostátním sjezdu sovětů zvolen členem ústředního výkonného výboru. Po sjezdu se stal zastupujícím náčelníkem Hlavní politické správy Čínské dělnicko-rolnické rudé armády (náčelníkem byl Wang Ťia-siang, jehož pracovní výkonnost ale podlomilo zranění) a náčelníkem politické správy 1. frontu čínské Rudé armády.
V květnu 1934 zaútočila kuomintangská armáda na okres Kuang-čchang a Ku Cuo-lin osobně dohlížel na boj na frontové linii. Přitom náhle onemocněl, byl poslán zpět do Žuej-ťinu a 28. května 1934 zemřel.